# 헨리 레빈
헨리 레빈(Henry Levin, 1909년 6월 5일 ~ 1980년 5월 1일)은 무대 감독이자 감독으로서 시작했지만 미국의 50편 이상의 장편 영화을 감독한 인물로 잘 알려져 있다. 졸슨 스토리 2(1949), 마그마 탐험대(1959), 해변에서 생긴 일(1960) 등의 작품으로 알려져 있다.

## 참여 작품
- 사이렌서 잠복 부대
- 헬리오 특공작전
- 징기스칸 (1965년 영화)
- 해변에서 생긴 일
- 마그마 탐험대
- 대통령의 여인
- 졸슨 스토리 2
- 늑대인간의 울음